# 西康铁路
西康铁路是中国境内连接陕西省西安市与安康市的一条国家Ⅰ级电气化铁路干线，隶属于中国国家铁路集团有限公司，是国家“八五”与“九五”期间的重点建设项目之一。线路北起西安市临潼区新丰镇编组站，南至安康市安康东站，全长267.8公里，正线铺轨长度为279.6公里，桥隧比约为60%。全线共设97座隧道（总长121公里）和160座桥梁（总长36.9公里），穿越地形复杂的秦岭山脉，是中国西部地区的重要铁路通道之一。线路建设过程中，关键控制性工程之一的秦岭隧道全长18.46公里，为当时亚洲最长的单洞双线铁路隧道。隧道施工过程中克服了岩爆、高压涌水等不良地质条件，是当时国内施工难度较大的铁路隧道工程之一。西康铁路于1996年12月全线开工，2001年1月建成通车，成为中国在21世纪建成通车的首条新建铁路。通车后，西安至安康的铁路运行时间由原先约15小时缩短至5小时以内。
为提升运输能力并实现客货分线运行，西康铁路复线工程于2009年11月启动建设，是国家“十一五”期间重点铁路工程项目。复线北起纽窑村站，南至安康市安康东站，正线长度246.58公里，设计速度160公里/小时。线路于2013年建成通车，西安至安康区段运行时间进一步压缩至约2小时，铁路货运能力从2000万吨/年提升至约1亿吨/年，运输效率显著提高。2018年，大岭铺至安康东直通线建成后，西康铁路实现全程双线贯通，线路运输能力与通达能力进一步增强。
西康铁路是国家“八纵八横”铁路网包头—柳州通道的重要组成部分，通车后与襄渝铁路等线路实现衔接，构建起连接西南与华北、华东的重要铁路运输通道，成为新亚欧大陆桥南通道的一环，在国家区域发展战略和综合交通运输体系中具有重要地位。该线路在缓解西北、华北地区通往重庆、四川等地的运输压力、推动沿线资源开发以及促进陕南地区经济社会发展等方面发挥了显著作用。

## 建设历程
西康铁路的前期勘测与设计工作始于20世纪70年代。经过多年的论证和筹备，1987年，中华人民共和国国务院正式批准了该项目的建议书，标志着工程进入实质性规划阶段。随后，该铁路项目的设计单位于1990年完成了全线初步设计。经过进一步的优化与评估，1993年5月，中华人民共和国国家计划委员会批准了《新建西康铁路可行性研究报告》，为工程立项与建设奠定了技术和政策基础:443。
1996年12月18日，西康铁路全线正式开工建设，开工令由时任中华人民共和国铁道部部长韩杼滨下达。项目总投资约93.1亿元人民币，计划工期为5年，由中國鐵路工程總公司、中國鐵路建築總公司和郑州铁路局西安工程公司等单位承担施工任务。关键控制性工程之一的秦岭隧道则提前于1995年1月18日开工建设:193，并于1998年3月10日提前122天实现全线贯通:222。
2000年8月1日，西康铁路全线提前实现铺通:261；同年12月全面完成电气化工程:406。并于2001年1月8日上午9时许正式开通并交付临管运营。成为中国在21世纪开通的首条铁路:3，在改善西北、华北等地区前往重庆、四川的铁路运输紧张局面、开发沿线煤炭与矿产资源以及促进陕南地区经济社会发展等方面具有重要意义。同时，西安至安康的铁路运行时间由原先约15小时缩短至不到5小时。

### 修建复线
为了缓解西康铁路入川通道运输能力紧张的问题，西康铁路复线工程于2009年11月启动建设。该线路北起陇海铁路枢纽车站纽窑村站，途经西安市灞桥区、长安区，穿越秦岭后进入商洛市的柞水县与镇安县，再经安康市旬阳县（今旬阳市），最终抵达安康市，全线纵贯陕西省南部。线路全长246.58公里，设有特大桥及大中型桥梁共102座，隧道71座，桥隧总长度占比达67.6%。该线于2013年10月31日正式开通运营:193，通车后西康铁路的列车运行时速由100公里/小时提升至160公里/小时，西安至安康的运行时间由约5小时缩短至2小时左右。
2018年11月5日，大岭铺至安康东直通线建成通车，该项目由中国铁路西安局集团有限公司负责实施。通车后，西康铁路实现全程双线贯通，有效提升了线路整体运输能力。该线路的开通不仅结束了西康铁路与襄渝铁路在旬阳北至安康东区段共线进入安康铁路枢纽的历史，也使西安至安康间的运输里程缩短约27公里，列车运行时间平均缩短约25分钟，进一步提升了运输效率。

## 沿线重要工程

### 秦岭隧道
秦岭隧道是西康铁路穿越秦岭的关键控制性工程，曾为中国最长的铁路隧道。该隧道位于青岔站与营盘站之间，由两座基本平行的单线隧道组成，其中I线全长18,460.39米，II线全长18,456米，线间距约30米，最大埋深达1,600米。是当时技术难度较高的铁路隧道工程之一:133-134。其中，I线隧道自1998年1月19日开始掘进，采用全断面大型掘进机施工，用时不足20个月即实现贯通，比原计划提前32天；II线隧道则于1995年1月18日率先开工，采用钻爆法施工，1998年3月10日贯通，比计划提前112天:2。2001年1月8日随着西康铁路的开通而投入使用:3。该工程曾荣获2003年度国家科技进步一等奖、“全国十大建设科技成就奖”、“全国第九届优秀工程勘察金奖”、“詹天佑奖”:14等国内荣誉，以及“全球隧道与地下工程领域50项标志性工程”:71等国际奖项。

## 车站列表
| 车站名称           | 所在区域 | 所在区域 | 连接铁路                            | 城市轨道交通换乘路线                    |
| ------------------ | -------- | -------- | ----------------------------------- | --------------------------------------- |
| 西康铁路           |          |          |                                     |                                         |
| 西安站             | 西安市   | 新城区   | 陇海铁路 侯西铁路 宁西铁路 包西铁路 | 西安地铁4号线 西安地铁1号线（步行可达） |
| 浐灞站             | 西安市   | 灞桥区   | 陇海铁路 侯西铁路 宁西铁路 包西铁路 |                                         |
| 灞桥站             | 西安市   | 灞桥区   | 陇海铁路 侯西铁路 宁西铁路 包西铁路 |                                         |
| 新丰镇站           | 西安市   | 临潼区   | 陇海铁路 宁西铁路 包西铁路          |                                         |
| 临潼北站           | 西安市   | 临潼区   | 陇海铁路 宁西铁路 包西铁路          |                                         |
| 窑村站             | 西安市   | 临潼区   | 陇海铁路 宁西铁路 包西铁路          |                                         |
| 田王站             | 西安市   | 灞桥区   |                                     |                                         |
| 西安东站（规划中） | 西安市   | 灞桥区   |                                     |                                         |
| 引镇站             | 西安市   | 长安区   |                                     |                                         |
| 青岔站             | 西安市   | 长安区   |                                     |                                         |
| 营镇站             | 商洛市   | 柞水县   |                                     |                                         |
| 柞水站             | 商洛市   | 柞水县   |                                     |                                         |
| 镇安站             | 商洛市   | 镇安县   |                                     |                                         |
| 长哨站             | 商洛市   | 镇安县   |                                     |                                         |
| 小河镇站           | 安康市   | 旬阳市   |                                     |                                         |
| 大岭铺站           | 安康市   | 旬阳市   |                                     |                                         |
| 旬阳北站           | 安康市   | 旬阳市   | 襄渝铁路                            |                                         |
| 吕河站             | 安康市   | 旬阳市   | 襄渝铁路                            |                                         |
| 早阳站             | 安康市   | 汉滨区   | 襄渝铁路                            |                                         |
| 安康东站           | 安康市   | 汉滨区   | 襄渝铁路 阳安铁路                   |                                         |
| 安康站             | 安康市   | 汉滨区   | 襄渝铁路 阳安铁路                   |                                         |